# فتحي عبد الرحمن حجازي
فتحي عبد الرحمن حجازي (13 أبريل 1946 - ) هو أستاذ جامعي وفقيه إسلامي مصري.

## حياته ونشأته
ولد حجازي في الثالث عشر من أبريل عام 1946 في أجهور الكبرى طوخ القليوبي مصر حفظ القرآن الكريم صغيرا قبل الالتحاق بالأزهر على الشيخ سالم ونيس المقرئ للقرآن ب القراءات العشر التحق بالأزهر سنة 1958 حصل على الثانوية الأزهرية سنة 1986 ثم ألتحق بكلية اللغة العربية جامعة الأزهر عام 1968 وتخرج فيها سنة 1972 عين بمعاهد الأزهرية مباشرة حتى عام 1986 عين في كلية اللغة العربية مُعيدا عام 1986 حصل على درجة الماجستير عام 1990 وعلى درجة الدكتوراه عام 1994 والأستاذية 2005.

## مسيرته
1. أستاذ دكتور بكلية اللغة العربية جامهة الأزهر.
2. أستاذ متفرغ بقسم البلاغة والنقد بكلية اللغة العربية بالقاهرة – جامعة الأزهر الشريف.
3. أستاذ اللغة العربية بمركزي الثقافة الإسلامية بمسجد النور بالعباسية ومسجد رابعة العدوية بمدينة نصر التابعين لوزارة الأوقاف المصرية.
4. مستشار المراجعة اللغوية بمحكمة النقض.
5. متحدث بإذاعة القرآن الكريم والقاهرة الكبرى والبرنامج العام والتليفزيون المصري.
6. أعير أستاذاً بكلية الدراسات الإسلامية والعربية بجامعة الإمام محمد بن سعود الإسلامية في الفترة من (1997م) إلى (2004م).[2]

## مؤلفاته
- شرح ابن عقيل على ألفية ابن مالك
- شرح أوضح المسالك إلى ألفية ابن مالك
- شرح شذور الذهبفي معرفة كلام العرب
- شرح تكملة في تصريف الأفعال
- التحفة السنية بشرج المقدمة الآجرومية - نحو -
- الإيضاح في علوم البلاغة للإمام الخطيب القزويني
- شرح كتاب قطر الندى وبل الصدى للإمام ابن هشام الأنصارى.
- النحو الميسر[3]

له لعدة تقديمات وتحقيقات لكتب مهمة في اللغة
1. أصول الإعراب وأخطاء المعربين
2. تفسير العز بن عبد السلام
3. المواهب المحمدية بشرح الشمائل الترمذية
4. المقنع في علوم الحديث
5. الإيضاح في البلاغة – شرح فضيلة الأستاذ الدكتور / فتحي...
6. الديباج في شرح مسلم بن الحجاج / تأليف جلال الدين عبد الرحمن بن أبي بكر السيوطي
7. التمهيد والبيان في مقتل الشهيد عثمان تأليف أبي عبد الله محمد بن يحيى بن بكر
8. أصول الإعراب وأخطاء المعربين / تأليف محمد عبد الباقي الدسوقي
9. اختلاف القراءات القرآنية وأثرها في تنوع الدلالة والأسلوب
10. البريقة المحمودية في شرح الطريقة المحمدية.